# Lyssomanes ecuadoricus
Lyssomanes ecuadoricus là một loài nhện trong họ Salticidae.
Loài này thuộc chi Lyssomanes. Lyssomanes ecuadoricus được Dmitri Viktorovich Logunov & Yuri M. Marusik miêu tả năm 2003.